# Kstovo
Kstovo (in russo Кстово?) è una cittadina della Russia europea centro-orientale, nell'oblast' di Nižnij Novgorod (rajon Kstovskij).
Sorge sulle rive del fiume Volga, e dista circa 25 km da Nižnij Novgorod.
Citata in un documento del XV secolo, ha ricevuto lo status di città nel 1957.